# Brańsk
Brańsk là một thị trấn thuộc huyện Bielski, tỉnh Podlaskie ở đông-bắc Ba Lan. Thị trấn có diện tích 32 km². Đến ngày 1 tháng 1 năm 2011, dân số của thị trấn là 3751 người và mật độ 116 người/km².